# 아이폰 16 프로
아이폰 16 프로 및 아이폰 16 프로 맥스는 Apple Inc.에서 설계, 개발 및 판매하는 스마트폰이다. 이들은 iPhone 15 Pro 및 iPhone 15 Pro Max의 뒤를 잇는 18세대 플래그십 iPhone이다. 이 기기는 2024년 9월 9일 캘리포니아 쿠퍼티노의 애플 파크에서 열린 애플 스페셜 이벤트에서 iPhone 16과 함께 공개되었다. 사전 주문은 2024년 9월 13일에 시작되었다.